# Ad Verbrugge
Adriaan Marinus (Ad) Verbrugge (Terneuzen, 29 januari 1967) is een Nederlands filosoof, politiek activist en muzikant.

## Biografie
Verbrugge studeerde filosofie aan de Universiteit Leiden. In 2000 promoveerde hij op Zijn en Tijd, het vroege hoofdwerk van Martin Heidegger. Zijn proefschrift bespreekt de notie van het 'Dasein' en licht zowel de concrete, enkele mens als het wezen van de mens grondig door. In 2001 werd het vernieuwd uitgegeven als De verwaarlozing van het zijnde.
Verbrugge werd universitair hoofddocent aan de Vrije Universiteit Amsterdam en doceert er sociale en culturele filosofie en filosofie van de economie. Aan de Universiteit Leiden en de Vrije Universiteit werd hij verkozen tot beste docent van het jaar.
Mede door zijn sterke maatschappelijke betrokkenheid en werkzaamheden put hij uitdrukkelijk uit andere ervaringsbronnen dan louter academisch onderzoek. Daarnaast maakt hij in zijn werk gebruik van film, literatuur en media om bepaalde gedachten inzichtelijk te maken. Zijn populair-filosofische essaybundel Tijd van onbehagen (2004) kende verschillende drukken. Met dit boek, waarin hij de problemen van de westerse samenleving analyseert als een 'cultuur op drift', namelijk weg van traditionele (gezins)waarden, schaarde hij zich in de traditie van christelijke en conservatief-rechtse stromingen. In 2004 wijdde het documentaireprogramma Tegenlicht een hele uitzending aan de gedachtewereld van Verbrugge die hem bekend maakte bij een groot publiek. Van 2011 tot 2016 was hij samen met de journaliste Clairy Polak te zien in Het Filosofisch Kwintet, een gespreksprogramma van Human.
In 2013 verscheen zijn boek Staat van Verwarring, een verdere doordenking van de problematiek uit Tijd van Onbehagen. In het eerste deel van dit tweeluik, Staat van Verwarring; het offer van liefde, verwerkt hij de individualisering als ontbinding van het geheel en het verlangen naar lichamelijke indrukken en als identiteit.
In 2015 richtte hij samen met Govert Buijs aan de Vrije Universiteit het Centrum Èthos op, een filosofisch centrum voor onderzoek, onderwijs en debat over maatschappelijke transformaties. In het najaar van 2015 ging de tweejarige filosofische masteropleiding Filosofie van Cultuur en Bestuur van start.
Op vrijdag 10 juni 2016 heeft Verbrugge uit handen van burgemeester Henri Lenferink van Leiden een koninklijke onderscheiding gekregen. Na afloop van de viering van het tienjarig bestaan van de vereniging Beter Onderwijs Nederland, werd hij benoemd tot Officier in de Orde van Oranje-Nassau.
In 2018 maakte hij voor Human de vijfdelige serie Onderstromen, waarin hij langs kustplaatsen in Nederland voer en in gesprek ging met inwoners van die plaatsen over levensvragen.

### Muziek
Op 27 augustus 2006 trad Verbrugge op in het programma Zomergasten van de VPRO en bleek toen fan van het werk van Bob Dylan en David Bowie, alsmede een liefhebber van Star Trek. Ook bleek hij naast filosoof en vakbondsman een muzikant te zijn. Hij speelt gitaar en zong lange tijd in de Leidse rockband DUSK. In zijn liedteksten geeft hij op een meer poëtische wijze uiting aan dezelfde gedachten en gevoelens die ten grondslag liggen aan zijn boeken en essays.
In 2011 kwam zijn solo-cd Nightplane uit, waarvoor hij samenwerkte met Hans Eijkenaar.

### Filosofie
Verbrugge is bedreven in Griekse en continentale filosofie. Zijn werk is geënt op Heraclitus, Plato, Aristoteles, Immanuel Kant, G. W. F. Hegel, Søren Kierkegaard, Martin Heidegger en Oswald Spengler, maar hij put ook inspiratie uit de christelijke traditie en premoderne bronnen van wijsheid. Zijn werk kent een zekere verwantschap met hedendaagse denkers als Alasdair MacIntyre en Charles Taylor. Hij beschikt over een brede kennis van de geschiedenis van de wijsbegeerte, maar richt zich vooral op de filosofische vraag naar de eigen tijd en de dynamiek van het menselijk (samen)leven in het tijdperk van globalisering.
Voortbouwend op de ‘ethologische methode’ uit zijn proefschrift doordenkt hij de hedendaagse transformatie van de menselijke leefwereld zoals die mede onder invloed van techniek en economie plaatsvindt. Het voortrazende proces van ‘virtualisering’ in relatie tot de lijfelijkheid en plaatsgebondenheid van het menselijk leven en de betekenis daarvan voor gemeenschapsvorming en politiek is een van de centrale thema’s in zijn denken. In een kritische confrontatie met hedendaagse denkers als Francis Fukuyama, Samuel Huntington, Peter Sloterdijk, Michel Foucault, Jean Baudrillard benadrukt hij steeds de problematiek van de spirituele dimensie - of beter ‘zin-dimensie’ - voor een adequaat begrip van de hedendaagse culturele dynamiek.

### Politiek
Door zijn kritiek op het liberalisme en de daarmee verbonden economische ideologie van het neoliberalisme is het lastig om Verbrugge in te delen bij politiek rechts. Zijn kritiek op de managementcultuur in het bedrijfsleven en de aantasting van de beroepseer die daarvan volgens hem het gevolg is maken hem eerder links, getuige onder andere de bijval van SP-leider Jan Marijnissen, die opmerkte dat hij Verbrugge graag als minister van Onderwijs zou zien. Voor Verbrugge is de spanning tussen individu en gemeenschap een van de centrale thema's waar zijn denken en maatschappelijke gerichtheid op zijn betrokken.
Met zijn artikel ‘Geschonden beroepseer’ in de bundel Beroepszeer (2005) en de vele lezingen die hij hield over dit thema staat hij mede aan de wieg van de beweging die zich keert tegen de ondermijning van de vakman/professional in de hedendaagse managementcultuur. In 2006 richtte hij met geestverwanten de vereniging Beter Onderwijs Nederland (BON) op. Deze vereniging beijvert zich voor de verbetering van het onderwijs – van basisonderwijs tot universitair onderwijs – en richt zich daarbij uitdrukkelijk op de kwaliteit en de positie van de docent binnen de organisatie. Daarbij gaat steeds ook de aandacht uit naar de gevolgen van onderwijshervormingen voor kinderen uit sociaal zwakkere milieus. Tot op heden is hij voorzitter van deze vereniging die grote invloed heeft in het onderwijsdebat in Nederland en daarbuiten. Inmiddels is BON een erkende gesprekspartner geworden van het ministerie van onderwijs. Daarnaast zwengelt Verbrugge met regelmaat kwesties aan die spelen op verschillende maatschappelijke gebieden. Daarmee is Verbrugge de laatste jaren een van de meest bekende en maatschappelijk invloedrijke filosofen van Nederland geworden.

### YouTube-kanaal
Met Paul van Liempt begon hij in 2018 een YouTube-kanaal, De Nieuwe Wereld, waarin filosofische en maatschappelijke interviews worden gedaan met een serie gasten uit de academische wereld of uit het betreffende werkveld. Het kanaal nam tijdens de  coronacrisis een duidelijk kritische houding aan ten opzichte van de door de overheid genomen maatregelen.

## Werken
- 2001: De verwaarlozing van het zijnde : een ethologische kritiek van Heideggers Sein und Zeit (naar proefschrift Leuven, 2000)
- 2002: Hegel : een inleiding (redactie met Arie Leijen)
- 2004:  Tijd van onbehagen : filosofische essays over een cultuur op drift (2e herziene druk)
- 2013: Staat van verwarring : het offer van liefde
- 2018: Het goede leven en de vrije markt (met Govert Buijs en Jelle van Baardewijk, winnaar Socratesbeker 2019)
- 2023: De Gezagscrisis

Muziek/film
- 2006: Dusk, Bleeding Man (videoclip, Arrowmusic/Kellerfilms)
- 2008: Crossing Bridges, Taking The Time (videoclip, Altimprov.com)

### Bijdragen
- Eén hoofdstuk in Pandemische Chaos, onder redactie van Dick Bijl, 2021.